# Trine 2
Trine 2 este un joc video de puzzle platforma, care necesită player-ul să folosească abilitățile celor trei personaje, Amadeus vrajitorul, Zoya hoț, și Pontius cavalerul, pentru a naviga fiecare nivel de joc. La fel ca în primul joc, mistic "Trine", și-a legat cele trei personaje împreună într-o singură entitate comună, și astfel jucătorul controlează un singur caracter, care poate fi schimbat cu celelalte două în orice moment. Fiecare dintre personaje are abilități unice: Amadeus poate folosi magia pentru a apuca anumite obiecte din lumea jocului, și de a crea cutii și scânduri pentru a fi utilizate pentru a se deplasa si a trece de obstacole; Zoya poate lovi obiecte cu săgețile ei, și se lupta pe anumite suprafețe; și Pontius este puternic în luptă împotriva dușmanilor, poate sparge pereții, și să abată proiectile cu scutul său. O combinație a acestor elemente este necesară pentru a finaliza fiecare etapă în lumea jocului.
Caracterele contoare individuale de viață, iar în cazul în care viata  personajului este golita, acel caracter nu poate fi utilizat până când se ajunge la următorul punct de control. În cazul în care toate cele trei personaje își pierd viața, jucătorul trebuie să înceapă din nou la ultimul punct de control. În întreaga lume de joc sunt fiole magice speciale, și pentru fiecare cincizeci de acestea colectate, jucătorul primește un punct de calificare, care pot fi folosite pentru a obține abilități printr-un arbore de calificare pentru fiecare personaj. Aceste puncte de calificare pot fi utilizate în mod colectiv pentru fiecare dintre cele trei personaje, și pot fi schimbate între ele.
Trine 2, de asemenea, acceptă până la trei jucători într-un mod cooperant. In acest mod, fiecare jucător controlează unul dintre cele trei personaje, dar toate trebuie să fie unice; trei jucători vor fi nevoiți să joace ca Amadeus, Zoya și Pontius. Doi jucători pot schimba caracterele, atâta timp cât ambeii sunt de acord cu schimbul. În cazul în care un personaj moare, ceilalți jucători pot revigora caracterul la următorul punct de control. arborele de calificare este partajată între toate caracterele, bazat pe jocul salvat de gazda.
Elementele de poveste sunt încorporate în joc prin utilizarea unui narator atotstiutor (vocea lui Terry Wilton), precum și secvențele în joc scriptate. Împrăștiate pe tot nivelurile sunt, de asemenea, scrisori, poezii si documente care duc mai departe backstory și  ofera o perspectiva suplimentara catre personajele jocului.